# 愛爾蘭殖民地
爱尔兰殖民地是指16世纪和17世纪英格蘭王國王室没收爱尔兰土地後再當地設立的殖民地。這些殖民地是英国殖民者殖民愛爾蘭的象征，也是英國国王讓爱尔兰盎格魯化的一种手段。愛爾蘭境內比較重要的殖民地建于1550年代至1620年代，其中最大的是阿尔斯特殖民地。殖民地建立後，在此基礎上形成了许多城镇。許多英國人和新教教徒在殖民地定居，這改变了爱尔兰的人口结构。 
自12世纪諾曼征服愛爾蘭后，一些大不列顛島上的人就移民到愛爾蘭。到了15世纪，愛爾蘭島上只剩下帕莱地区依舊由英格蘭王國統治。 1540年代，英国都铎王朝开始征服爱尔兰。1550年代，英國人在愛爾蘭島上建立了第一批殖民地。伊丽莎白一世统治时期，英國人又再度在愛爾蘭島上建立殖民地。 